# Collaboration Engineering
Collaboration Engineering (CE) ist ein interdisziplinäres Forschungsgebiet aus  Wirtschaftsinformatik, Informatik, Soziologie, Psychologie und Wirtschaftswissenschaften und dient der Entwicklung hochwertiger, wiederholbarer Kollaborationsprozesse, die auf ein Gruppenziel ausgerichtet sind.

## Definition/Charakterisierung
Collaboration Engineering ist ein systematischer Ansatz zur Ausgestaltung von wiederholbaren Kollaborationsprozessen, der dazu genutzt werden kann, die Effizienz und Effektivität der gemeinsamen Bemühungen und Aufwendungen von Menschen in Organisationen zu erhöhen. Nach Kolfschoten et al. definiert sich Collaboration Engineering als Ansatz zur Entwicklung und Umsetzung von hochwertigen und wiederholbaren Kollaborationsprozessen, die von Endanwendern (sogenannten Practitioners) ohne Unterstützung eines professionellen Facilitators ausgeführt werden können, und ist auf die Erfüllung hochwertiger, wiederkehrender Aufgaben ausgerichtet.

## Aufgabe von Collaboration Engineering
Eine Aufgabe ist dann als hochwertig zu bezeichnen, wenn die betreffende Organisation einen erheblichen Wert aus der Ausführung dieser Aufgaben ziehen oder auf diese Weise beträchtliche Einbußen verhindern kann. Dass Collaboration Engineering hochwertige Arbeitsschritte fokussiert, ist darauf zurückzuführen, dass der Gewinn, der aus der erfolgreichen Durchführung dieser hochwertigen Aufgaben resultiert, den Erfolg und Gewinn geringwertiger Aufgaben stark übersteigt; der Organisation wird damit ein Nutzen beschert, der die Bemühungen des Collaboration Engineerings auch rechtfertigt. Als wiederholbar hingegen wird eine Aufgabe betrachtet, wenn sie mehrmals und mit gleichwertigem Prozessablauf wiederholt wurde bzw. erneut ausgeführt werden kann. Collaboration Engineering visiert wiederholbare Aufgaben an, da insbesondere für wiederkehrende Arbeitsabläufe häufig nur knappe Ressourcen (z. B. Planungsaufwand, Arbeitszeit der Teilnehmer etc.) zur Verfügung stehen. Je öfter eine Aufgabe daher z. B. im Unternehmen auftritt, desto eher kann eine Organisation vom Einsatz des Collaboration Engineerings profitieren: Der Einmalaufwand für das Design des Kollaborationsprozesses steht wiederholten Effizienz- und Effektivitätszuwächsen gegenüber.

## Rollen im Collaboration Engineering

### Facilitator
Planung der Zusammenarbeit, Entwicklung von Aufgaben, Organisation und Leitung von Gruppen, Prüfung der Möglichkeiten einsetzbarer Technik, Förderung von Motivation und Interaktion: Diese und andere Aufgaben sind von wesentlicher Bedeutung für den Kollaborationsprozess und dabei unerlässliche Bestandteile der sogenannten Facilitation: Die Facilitation ist ein dynamischer Prozess zur Kollaborationsunterstützung, der sowohl von internen Mitarbeitern als auch von externen Beratern übernommen werden kann und die Beziehungen zwischen Menschen, Aufgaben und Technologie verwaltet sowie Aufgaben strukturiert und zur effektiven Erfüllung der Sitzungsergebnisse beiträgt. Der Prozess der Facilitation umschließt damit in diesem Kontext sowohl die Vorbereitung als auch die Durchführung und Nachbereitung der Zusammenarbeit durch einen Außenstehenden.

### Collaboration Engineer
Der Collaboration Engineer entwickelt und dokumentiert einen kollaborativen Prozess, der leicht und erfolgreich an einen Practitioner übermittelt werden kann. Im Gegensatz zum Facilitator, der Gruppen bei der Durchführung kollaborativer Prozesse begleitet, muss der Collaboration Engineer einen Prozess gestalten, der mit wiederholbarem Erfolg und voraussagbarem Ergebnis von Practitioners selbst ausgeführt werden kann.

### Practitioner
Das vom Collaboration Engineer entwickelte Kollaborationsprozessdesign wird an die Endanwender in der Organisation, die sogenannten Practitioners (deutsch: Anwender), übertragen. Ein Practitioner ist ein Aufgabenspezialist, z. B. ein Mitarbeiter in einem Produktentwicklungsprojekt, der einige wichtige kollaborative Aufgaben hinsichtlich seines fachlichen Aufgabenbereiches durchführen muss. Die Arbeit des Practitioners erfordert ein hochwertiges, wiederholt anwendbares sowie übermittelbares Verfahrensschema, das berechenbare Ergebnisse hervorbringen kann und ihm vom Collaboration Engineer zur Verfügung gestellt wird.

## Collaboration-Engineering-Prozess
Das Vorgehen im Collaboration Engineering kann in sechs Phasen aufgeteilt werden: Zunächst entscheiden der Collaboration Engineer und die Organisation, ob Collaboration Engineering ein angemessener Ansatz ist, um die gestellte Aufgabe zu bewältigen (Investitionsentscheidung). Falls eine positive Investitionsentscheidung fällt, folgen eine Analyse des Problemfeldes und der Aufgabe, die Entwicklung (das Design) des Kollaborationsprozesses, dessen Überleitung (Transition) in die Organisation, Anwendung durch Practitioners (Implementierung) und schließlich der andauernde Einsatz des Kollaborationsprozessdesigns in der Organisation (andauernde Nutzung).

## Kollaborations-Prozess-Design-Ansatz
Der Kollaborations-Prozess-Design-Ansatz stellt ein Entwicklungsschema für Kollaborationsprozesse dar. Er beschreibt ein Vorgehensmodell zur Problemanalyse, zum Design und zur Transition von Kollaborationsprozessen. Der Ansatz impliziert keine lineare Abfolge der Designtätigkeiten. Die einzelnen Schritte bauen stufenweise aufeinander auf und sind iterativ. Die Entscheidungen, die in den einzelnen Schritten getroffen werden, können dementsprechend die vorangehenden und nachfolgenden Auswahlmöglichkeiten beeinflussen.
- Schritt 1: Aufgabendiagnose (Task Diagnosis)
- Schritt 2: Aufgabenzerlegung (Task Decomposition)
- Schritt 3: Auswahl der thinkLets (Task-thinkLet choice)
- Schritt 4: Agendaentwicklung (Agenda Building)
- Schritt 5: Validierung (Validation)